# Arbutus arizonica
Espèce
Classification APG III (2009)
Arbutus arizonica est une espèce de plantes à fleurs de la famille des Ericaceae. C'est un arbre originaire du sud-est de l'Amérique du Nord, présent principalement au Mexique mais aussi aux États-Unis, depuis la Sierra Madre occidentale.
Il se rencontre depuis le Jalisco au sud, jusqu'en Arizona et au Nouveau-Mexique; il se rencontre dans le Sonora, le Chihuahua et le Durango, probablement pas dans le voisin Sinaloa.
Ce sont des arbres qui mesurent jusqu'à 45 pieds en hauteur et qui possède une écorce brune rosâtre. Son fruit est une baie rouge orangé.